# Heliophanus crudeni
Heliophanus crudeni är en spindelart som beskrevs av Roger de Lessert 1925. Heliophanus crudeni ingår i släktet Heliophanus och familjen hoppspindlar. Inga underarter finns listade i Catalogue of Life.